# Colli di Catanzaro
La denominazione di città dei tre colli è dovuta alla posizione della città di Catanzaro che si trova a circa 300 m di altezza sul livello del mare. È situato su uno sperone roccioso denominato Trivonà, composto da tre colli e delimitato da profonde valli percorse dalla Fiumarella ad ovest e dal Musofalo ad est. Alle spalle del Trivonà sono ben visibili le alture della Sila, mentre la parte opposta scende, attraverso un breve pianura detta Piede della Sala verso la costa Ionica.
Il Trivonà è composto da tre colli, con altezza progressiva man mano che si va verso nord:
- San Trifone (oggi San Rocco) è il colle che si incontra provenendo dai quartieri sud della città. Ha un'altezza di 295 m, anticamente qui era posizionata l'antica Porta Marina la principale per giungere al centro storico. Da questo colle, dal rione Bellavista è possibile vedere il panorama dei quartieri sud della città e dell'intero Golfo di Squillace;

- Del Vescovato (oggi Duomo) è in posizione intermedia rispetto agli altri due colli ad un'altezza di 343 m Sulla sua sommità è posizionato il Duomo, su questo colle è costruito l'antico borgo medioevale della città in cui si snodano i viculi le strettisime vie del centro storico.

- Del Castello (oggi San Giovanni) è il colle posizionato in posizione più alta a 380 m circa. Qui era costruito l'antico castello Normanno, oggi divenuto Complesso monumentale del San Giovanni. A questo colle è collegato il famoso Ponte di Catanzaro che permette l'accesso al colle dall'antica Porta Pratica.